# Virtual International Authority File

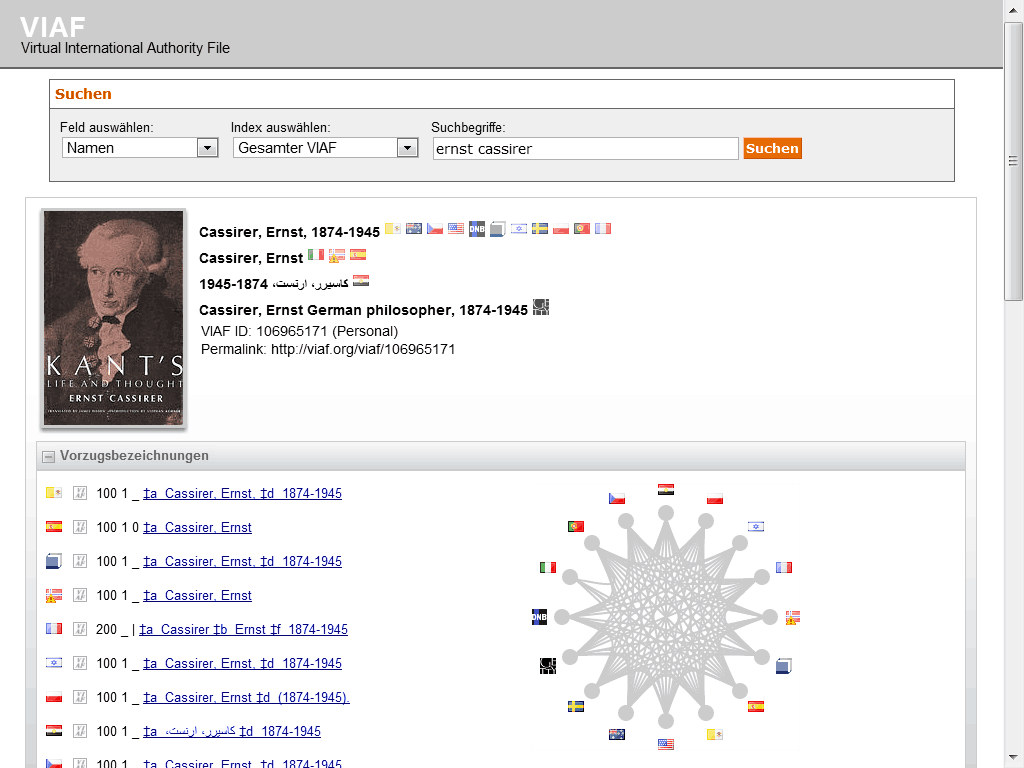
Snímek obrazovky (screenshot) webu VIAF se zobrazením záznamu o jedné osobě (Ernst Cassirer, německý filozof, 1874–1945)

Virtual International Authority File (VIAF) je mezinárodní soubor jmenných autorit. Jedná se o společný projekt, na kterém se podílí více národních knihoven a souborných katalogů, spravovaný Online Computer Library Center (OCLC). Prvotní impulz vzešel od Německé národní knihovny a americké Knihovny Kongresu.
Cílem projektu je spojovat jednotlivé národní autoritní záznamy do jednoho virtuálního záznamu (pro jednu osobu, instituci atd.). Data sesbíraná z národních databází jsou přístupná na internetu pro další využití. Vzájemné aktualizace záznamů probíhají skrz protokol Open Archives Initiative.

## Zúčastněné instituce
- Australská národní knihovna (National Library of Australia)
- Kanadská knihovna a archiv (Library and Archives Canada)
- Národní knihovna České republiky
- Alexandrijská knihovna (Bibliotheca Alexandrina), Egypt
- Vlámské veřejné knihovny (Vlaamse Centrale Catalogus, VLACC), Belgie
- Ruská státní knihovna (Российская государственная библиотека)
- Nizozemská královská knihovna (Koninklijke Bibliotheek), Nizozemsko
- Dánské knihovnické centrum (Dansk BiblioteksCenter, DBC)
- Francouzská národní knihovna (Bibliothèque nationale de France)
- Univerzitní dokumentační systém (Système Universitaire de Documentation, Sudoc) – ABES, Francie
- Německá národní knihovna (Deutsche Nationalbibliothek)
- Národní knihovna Estonska (Eesti Rahvusraamatukogu)
- Getty Research Institute (ULAN), USA
- Széchényiho národní knihovna (Országos Széchényi Könyvtár), Maďarsko
- Národní knihovna Izraele (הספרייה הלאומית‎)
- Národní a univerzitní knihovna Islandu (NULI, Landsbókasafn Íslands – Háskólabókasafn)
- Istituto Centrale per il Catalogo Unico (ICCU), Itálie
- Národní parlamentní knihovna (National Diet Library), Japonsko
- National Institute of Informatics, Japonsko
- National Library of Korea, Jižní Korea
- National Library Board, Singapur
- Lotyšská národní knihovna (Latvijas Nacionālā bibliotēka)
- Norská národní knihovna (Nasjonalbiblioteket)
- BIBSYS, Norsko
- Polská národní knihovna (Biblioteka narodowa)
- Varšavská univerzitní knihovna (Centrum NUKAT Biblioteki Uniwersyteckiej w Warszawie), Polsko
- Portugalská národní knihovna (Biblioteca Nacional de Portugal)
- Španělská národní knihovna (Biblioteca Nacional de España)
- Katalánská knihovna v Barceloně (Biblioteca de Catalunya), Španělsko
- Švédská národní knihovna (Kungliga biblioteket)
- Švýcarská národní knihovna (Schweizerische Nationalbibliothek)
- Síť knihoven západního Švýcarska (Réseau des bibliothèques de Suisse occidentale, RERO)
- Knihovna Kongresu (Library of Congress), USA
- Vatikánská apoštolská knihovna (Biblioteca Apostolica Vaticana)
- Libanonská národní knihovna (المكتبة الوطنية اللبنانية‎)
- Digitální knihovna Perseus (Perseus Digital Library), USA
- Referenční portál Syriac (Syriac Reference Portal), USA
- Wikidata (původně pouze anglická Wikipedie)
- Mezinárodní standardní identifikátor jména (International Standard Name Identifier, ISNI)
- Irská národní knihovna (National Library of Ireland)
- Národní a univerzitní knihovna v Záhřebu (Nacionalna i sveučilišna knjižnica u Zagrebu), Chorvatsko
- Lucemburská národní knihovna, Lucembursko
- Národní centrální knihovna (國家圖書館, National Central Library), Tchaj-wan
- Bibliothèque et Archives nationales du Québec, Kanada
- Bibliothèque Nationale du Royaume du Maroc (BNRM), Maroko
- Biblioteca Nacional de Chile
- Répertoire International des Sources Musicales (RISM), Francie

VIAF shromažďuje data pro testovací účely také z těchto institucí:
- Národní a univerzitní knihovna Slovinska (COBISS.SI)
- Litevská národní knihovna Martyna Mažvyda (Lietuvos nacionalinė Martyno Mažvydo biblioteka), Litva